# Toplice u stijeni u Miškolcu
Toplice u stijeni u Miškolcu (mađarski: Barlangfürdő, engleski: Cave Bath) termalno je kupalište u prirodnoj špilji u Miskolctapolci, koje je dio grada u Miškolca, u Mađarskoj. Jedine slične toplice u špilji postoje još u mjestu Sklene Teplice u Slovačkoj.
Termalna voda u Miškolcu (temperatura: 30 °C/ 86 °F) poznata je kao djelotvorna pri ublažavanju boli u zglobovima, a jer ima niži sadržaj soli od većine termalnih voda (oko 1000 mg po litri), ljudi se mogu mnogo duže kupati, praktično neograničeno vrijeme. Špiljska kupka može se posjetiti tijekom cijele godine, osim u siječnju.
Špilja i termalno vrelo poznati su još od davnina, ali je Tapolca postala popularno kupalište tek nakon osmanske okupacije Mađarske (16. – 17. stoljeće). Za to vrijeme područje je pripadalo grčkoj pravoslavnoj opatiji Görömböly; razvoj Tapolce u kupalište bila je zamisao opata 1711. godine. Također su pozvali liječnike iz Košica u Slovačkoj, kako bi ispitali blagotvorne učinke vode. Godine 1723. izgrađena su tri bazena i gostionica. Sama špilja još se tada nije koristila, jer su bazeni bili vani. Voda je bila hladnija nego što je sada, jer su se koristile i hladne vode Tapolce (koje sada igraju važnu ulogu u snabdijevanju Miškolca pitkom vodom). Sredinom 18. stoljeća, nakon kratkog razdoblja popularnosti kupka je zanemarena, a do 19. stoljeća zgrade su bile ruševine.
Od tada, kompleks kupelji proširen je nekoliko puta. Vanjski bazen i karakteristični krov u obliku školjke izgrađeni su 1969. godine. Godine 1980. izgrađene su nove prostorije i hodnici te topliji bazeni (34 °C i 36 °C). Najnovija ekspanzija kompleksa kupelji započela je 1998. godine.